# 福田達也
福田 達也（ふくだ　たつや）、1967年（昭和42年）10月3日 - ）は、日本の海上自衛官。第41代護衛艦隊司令官や第49代呉地方総監を歴任した後、現在は第49代佐世保地方総監。

## 略歴
大阪府八尾市出身。1990年（平成2年）3月、防衛大学校を第34期卒業し、海上自衛隊に入隊。入隊後は主に護衛艦や海上幕僚監部等で勤務したのち、2016年（平成28年）7月に第4護衛隊群司令に就任した。第4護衛隊群司令在任中の2017年（平成29年）3月から同年6月まで第151連合任務部隊（ソマリア沖・アデン湾で海賊対処に当たる多国籍部隊）の司令官（自衛隊から2人目）として派遣された。司令官に着任4日後の3月13日（現地時間）、ソマリア沖で5年ぶりに発生した海賊事案に日本人として初めて対処し、各国部隊との調整に当たった。帰国後には稲田朋美防衛大臣（当時）から1級賞詞が授与された。その後も統合幕僚監部防衛計画部副部長、掃海隊群司令の要職を歴任し、2021年（令和3年）12月22日付で海将に昇任し、第41代護衛艦隊司令官に就任。2024年（令和6年）8月から第49代呉地方総監を経て、2025年（令和7年）3月24日付で第49代佐世保地方総監に就任した。

## 年譜
- 1990年（平成02年）3月：防衛大学校第34期卒業、海上自衛隊入隊
- 2004年（平成16年）7月：2等海佐
- 2005年（平成17年）2月：海上幕僚監部防衛部防衛課
- 2007年（平成19年）3月：あまぎり艦長
- 2008年（平成20年）3月：統合幕僚監部防衛計画部計画課
- 2009年（平成21年）1月：1等海佐
- 2010年（平成22年）7月1日：海上幕僚監部防衛部防衛課
- 2011年（平成23年）8月1日：海上幕僚監部防衛部防衛課防衛班長 兼 海上自衛隊幹部学校勤務
- 2012年（平成24年）7月26日：第8護衛隊司令
- 2013年（平成25年）9月13日：海上幕僚監部人事教育部教育課長
- 2015年（平成27年）8月4日：海将補に昇任、大湊地方総監部幕僚長
- 2016年（平成28年）7月1日：第4護衛隊群司令
- 2017年（平成29年）
  - 2月24日：兼自衛艦隊司令部勤務[7]
  - 3月9日：第151連合任務部隊司令官（6月28日まで）
  - 7月3日：自衛艦隊司令部の兼務解除[8]
- 2018年（平成30年）12月20日：統合幕僚監部防衛計画部副部長
- 2020年（令和02年）3月18日：掃海隊群司令
- 2021年（令和03年）12月22日：海将に昇任、第41代 護衛艦隊司令官
- 2024年（令和06年）8月2日：第49代 呉地方総監
- 2025年（令和07年）3月24日：第49代 佐世保地方総監